# Jean Isaac Guicherit
Jean Isaac Guicherit (Den Haag, 1737 - Den Haag, 31 augustus 1796) was een Nederlands predikant.

## Leven
Guicherit studeerde  aan de Universiteit van Leiden. Op 5 juni 1763 werd hij predikant bij de Waalse gemeente in Maastricht. Op 22 juli 1764 werd hij predikant bij de Waalse gemeente in Den Haag.
Willem V benoemde hem in maart 1781 tot hofpredikant. Als zodanig doopte hij de latere koning Willem I der Nederlanden en diens broer Willem George Frederik van Oranje-Nassau.